# Miguel Ángel Leyes
Miguel Ángel Leyes (Argentina, 5 de febrero de 1952) es un exfutbolista argentino nacionalizado chileno. Jugaba de portero y jugó en diversos equipos de Argentina, Chile, México y Ecuador. Arquero de la Selección Argentina  campeona de los Juegos Panamericanos de Cali en el año 1971. Se nacionalizó chileno, debido a que jugó en 5 clubes de ese país, entre ellos O'Higgins, Colo-Colo y Universidad Católica. Su nivel lo llevó a formar parte de la prenómina del seleccionado chileno para el Mundial de España 1982, mas no formó parte de la nómina final.
Como Director Técnico se desempeñó en Rangers el año 1989, y en Everton el año 1990.

## Clubes

### Como jugador
| Club                 | País      | Año       |
| -------------------- | --------- | --------- |
| Huracán              | Argentina | 1971-1975 |
| LDU Quito            | Ecuador   | 1976      |
| Atlético Potosino    | México    | 1976-1977 |
| Everton              | Chile     | 1977-1978 |
| O'Higgins            | Chile     | 1979-1980 |
| Colo-Colo            | Chile     | 1981      |
| Universidad Católica | Chile     | 1982-1983 |
| Huracán              | Argentina | 1984      |
| Rangers              | Chile     | 1985-1986 |

### Como entrenador
| Club    | País  | Año  |
| ------- | ----- | ---- |
| Rangers | Chile | 1989 |
| Everton | Chile | 1990 |

## Palmarés

### Campeonatos nacionales
| Título                        | Club                 | País      | Año    |
| ----------------------------- | -------------------- | --------- | ------ |
| Primera División de Argentina | Huracán              | Argentina | M-1973 |
| Copa Chile                    | Colo-Colo            | Chile     | 1981   |
| Primera División de Chile     | Colo-Colo            | Chile     | 1981   |
| Copa Chile                    | Universidad Católica | Chile     | 1983   |